# Le Rousset-Marizy
Le Rousset-Marizy község Franciaország Burgundia-Franche-Comté régiójában, Saône-et-Loire megyében. Új községként 2016. január 1-jén jött létre Marizy és Le Rousset község egyesítésével. A korábbi községek egyesülésekor az új község lélekszáma 732 fő lett. Lakosainak száma 603 fő (2022. január 1.).

## Népesség
| Lakosok száma | 653  | 634  | 628  | 619  | 611  | 603  |
|               | 2017 | 2018 | 2019 | 2020 | 2021 | 2022 |